# Třída Ratanakosin
Třída Ratanakosin je třída raketových korvet Thajského královského námořnictva. Obě jednotky této třídy byly postaveny v USA. Vzhledem ke své velikosti jsou velmi silně vyzbrojené. Thajské námořnictvo je provozuje od roku 1986.

## Pozadí vzniku
Stavba dvou korvet této třídy byla objednána v roce 1983 u americké loděnice Tacoma Boatbuilding. V následujícím roce byly založeny kýly obou jednotek, zařazených do služby v letech 1986–1987.
Jednotky třídy Ratanakosin:
| Jméno                         | Založení kýlu   | Spuštěna          | Vstup do služby | Poznámka                                   |
| ----------------------------- | --------------- | ----------------- | --------------- | ------------------------------------------ |
| Ratanakosin (FS 441, ex PF 1) | 6. února 1984   | 11. března 1986   | 26. září 1986   | Aktivní.                                   |
| Sukhothai (FS 442, ex PF 2)   | 26. března 1984 | 20. července 1986 | 19. února 1987  | Dne 18. prosince 2022 se potopila v bouři. |

## Konstrukce

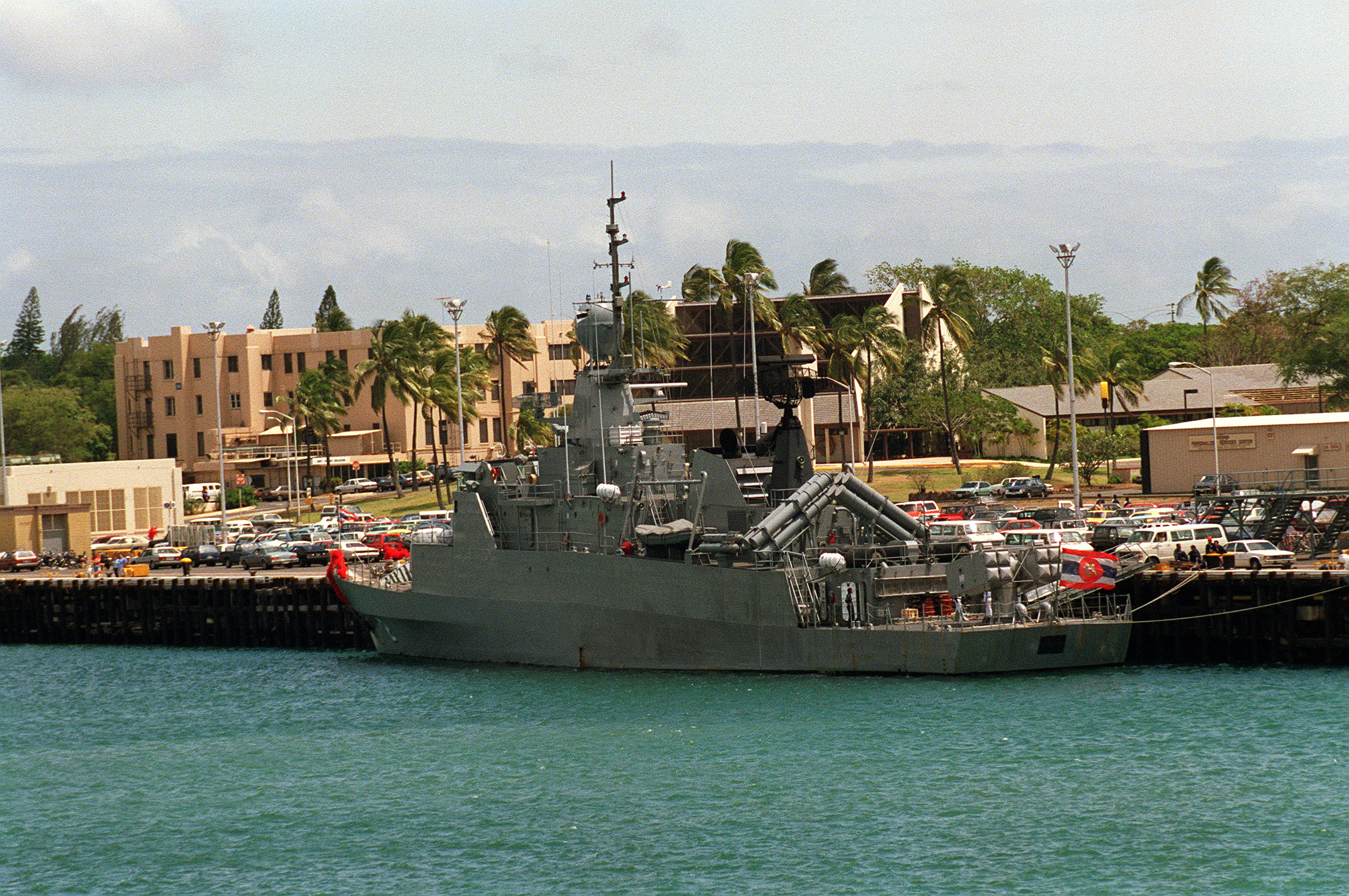
Sukhothai (PF 2)

Plavidla jsou velmi silně vyzbrojená. Hlavňovou výzbroj tvoří jeden dvouúčelový 76,2mm kanón OTO Melara Compact v dělové věži na přídi, za níž se nachází ještě dělová věž kompletu DARDO se 40mm kanóny a vše doplňují ještě dva 20mm kanóny Oerlikon v jednoduché lafetaci. K ničení vzdušných cílů slouží osminásobný vypouštěcí kontejner protiletadlových řízených střel Aspide, k ničení hladinových lodí dva čtyřnásobné kontejnery protilodních střel Harpoon. Korvety mají rovněž schopnost napadat ponorky – nesou dva trojhlavňové 324mm torpédomety. Pohonný systém tvoří dva diesely MTU 20V 1163 TB83, každý o 8000 bhp, pohánějí dva lodní šrouby se stavitelnými lopatkami. Nejvyšší rychlost dosahuje 26 uzlů. Dosah činí 3000 námořních mil při 16 uzlech.

## Služba

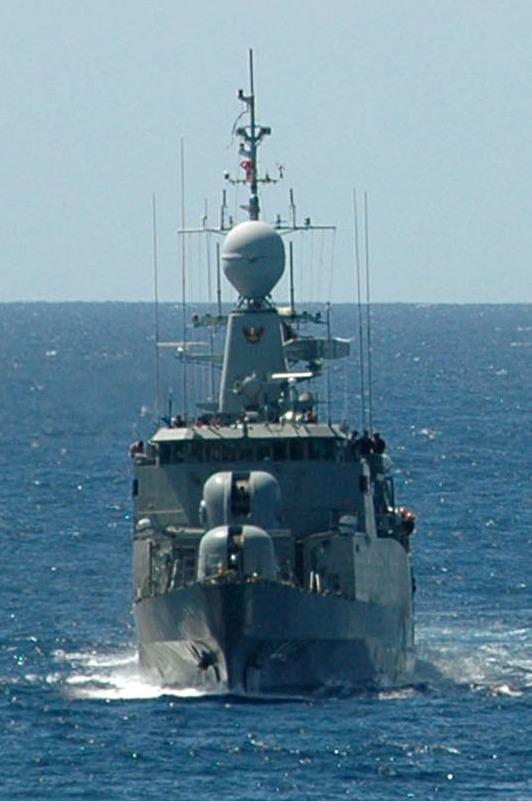
Sukhothai (FS 442)

Korveta Sukhothai (FS 442) se 18. prosince 2022 potopila v bouři v Thajském zálivu. Potápět se začala ve 23:30 místního času. Evakuovat se podařilo 78 členů posádky, avšak dalších 31 je pohřešováno. K 26. prosinci 2022 bylo potvrzeno osmnáct obětí, přičemž dalších jedenáct osob bylo pohřešováno.